# Ajanta
Ajantā eller Adschantā er en landsby i den nordligste del af provinsen Haiderabad i delstaten Maharashtra i Indien, ca. 100 km nord for byen Aurangabad.
Ligesom det noget sydligere liggende Ellora Caves er den kendt for de mægtige buddhistiske mindesmærker, Ajanta Caves, som findes i klipperne i nærheden; her findes en hel samling af klostre og ikke mindre end fem templer udhuggede i klippevæggene, i kunstnerisk henseende uovertrufne i Indien, med indskrifter, relieffer og freskomalerier i prægtige lyse farver, indeholdende buddhistiske motiver. Disse kunstværker stammer fra tiden 200-600 e. Kr.; freskoerne opdagedes 1817 i velbevaret stand, men er senere delvis ødelagte.

## Ældre litterartur
- J. Fergusson & J. Burgess, The cave temples of India, London, 1880
- J. Burgess & Bhagavanlal Indraji, Inscriptions from the cave temples of Western India, Bombay, 1881
- J. Griffith, Paintings in the Buddhist cave temples of Ajanta, I-II, London, 1896-97